# 53818 Isispogson
53818 Isispogson è un asteroide della fascia principale. Scoperto nel 2000, presenta un'orbita caratterizzata da un semiasse maggiore pari a 2,624185 UA e da un'eccentricità di 0,143899, inclinata di 13,207397° rispetto all'eclittica. Ha un diametro di 3,772 km e un periodo di rotazione di 3,56546 ore. 